# ФК „Фиорентино“
„Фиорентино“ (на италиански: Football Club Fiorentino) е футболен клуб от едноименния град в Сан Марино.

## История
Клубът е основан през 1974 година с името „Монтевито“. „Монтевито“ взема участие в първия шампионат на Сан Марино през 1985/86, в който заема четвъртото място. Отборът два пъти изпада от висшата дивизия през 1988/89 и 1993/94. Единственният път, в който става шампион, е през сезон 1991/92. През 2005 година отборът е преименуван на „Фьорентино“.

## Предишни имена
- „Монтевито“ (1974 – 2005)
- „Фиорентино“ (от 2005 г.)

## Успехи
- Шампионат на Сан Марино:
  -  Шампион (1): 1991/92 (като „Монтевито“)
- Купа Титано (Купа на Сан Марино):
  -  Финалист (1): 2015/16

## Футболисти
- Евгений Липен[1]